# Gertrud Regus
Gertrud Gebhard, geborene Regus (* 28. Mai 1962), ist eine ehemalige deutsche Fußballschiedsrichterin. 
Regus gilt als Pionierin des Schiedsrichterwesens im deutschen Fußball. Sie war die erste Frau, die ein Damen-Länderspiel (1991) und ein Endspiel des DFB-Pokals der Frauen (1992) leitete und sie nahm an der Frauen-WM 1991 und der Frauen-EM 1993 teil. Auch im Herrenfußball war sie aktiv, so wurde sie unter anderem als erste Frau in der Bundesliga und im DFB-Pokal der Männer als Linienrichterin eingesetzt.

## Karriere
Regus stammt aus Hallstadt in Oberfranken. Sie spielte schon als Jugendliche selbst Fußball und war für den RSV Drosendorf und dann für den SV Hallstadt aktiv. Ihr größter Erfolg war die bayerische Vizemeisterschaft.
Zunächst pfiff sie parallel zu ihrer aktiven Karriere Schüler- und Jugendspiele, dann kamen auch unterklassige Begegnungen im Herrenbereich dazu. Von der Kreisklasse ging es für sie über Kreisliga und Bezirksliga ab 1989 in die Landesliga. 1992 wurde sie als erste Frau in der Bayernliga eingesetzt.
Im Frauenfußball leitete Regus als erste Frau ein Länderspiel, sie pfiff die Partie Deutschland gegen Schweiz am 28. August 1991. Bei der ersten offiziellen Austragung der Frauen-Weltmeisterschaft im November 1991 in China wurde sie als Linienrichterin eingesetzt, auch im Endspiel zwischen den USA und Norwegen stand sie an der Linie. Als erste Frau leitete sie 1992 das DFB-Pokal-Finale der Frauen zwischen FSV Frankfurt und TSV Siegen. Ebenso war sie bei der Frauen-Europameisterschaft 1993 dabei.
Auch im Herrenbereich ging ihr schneller Aufstieg weiter, sie pfiff Anfang der 1990er Jahre Spiele in der drittklassigen Regionalliga und wurde zur Saison 1993/94 als Linienrichterin in der 2. Bundesliga und im DFB-Pokal der Herren eingesetzt, wodurch sie eine große Medienaufmerksamkeit auf sich zog. Im Oktober 1995 wurde sie für das Spiel FC Schalke 04 gegen den 1. FC Kaiserslautern im Team von Helmut Fleischer erstmals als Linienrichterin für die Bundesliga nominiert. Ihr zweiter und zugleich letzter Bundesligaeinsatz folgte am 19. März 1996 beim Spiel Bayer 04 Leverkusen gegen Hansa Rostock.
Ihre Karriere endete kurz darauf abrupt. Sie überwarf sich mit den Funktionären und trat 1997 komplett zurück. Dennoch ist sie weiterhin im Amateurbereich in der Schiedsrichtergruppe Bamberg aktiv. 2010 bekam sie vom Bayerischen Fußballverband das Verbandsabzeichen in Gold verliehen.

## Privates
Regus arbeitete als Verwaltungsangestellte. Sie heiratete Ende 1994 und trägt seitdem den Nachnamen Gebhard.